# Zoe (cesarzowa bizantyńska)
Zoe (ur. ok. 978, zm. 1050) – cesarzowa bizantyńska. Między 15 listopada 1028 a 1050 rokiem współrządziła, a od 19 kwietnia do 11 czerwca 1042 roku rządziła samodzielnie.

## Życiorys
Zoe była jedną z nielicznych cesarzowych, które były legalnymi dziećmi rządzącego cesarza. Była córką Konstantyna VIII (i jego żony Heleny), który od 976 był oficjalnie współwładcą Bazylego II, samodzielnie zaś rządził od 1025. Konstantyn panował tylko 3 lata między 15 grudnia 1025 a 15 listopada 1028 r.
Przed śmiercią, 15 listopada 1028, Konstantyn wydał Zoe za wybranego przez siebie następcę – Romana III Argyrosa – prefekta Konstantynopola. Konstantyn miał nadzieję, że Roman pomoże córce kontrolować władzę, ale Roman okazał się niewiernym małżonkiem i nie najlepszym władcą. W 1034 znaleziono go martwego w kąpieli, w związku z czym pojawiły się przypuszczenia, że został zamordowany. Zoe prawie natychmiast wyszła ponownie za mąż. Drugim mężem Zoe stał się Michał IV Paflagończyk, który rządził aż do śmierci w 1041.
Następnym współwładcą obok Zoe stał się jej adoptowany syn Michał V Kalafates, siostrzeniec jej drugiego męża, którego krótkie rządy trwały do następnego roku. Został on obalony, ponieważ chciał coraz bardziej się usamodzielnić. Przez dwa miesiące w 1042 Zoe dzieliła władzę ze swoją siostrą Teodorą, aż do zaślubin z trzecim i ostatnim, według praw Kościoła Wschodniego, mężem. Jej wybór padł na Konstantyna IX Monomacha (rządzącego w latach 1042–1054), który przeżył ją o 4 lata. Zoe zmarła w 1050.